# Ho Kirke
Ho Kirke er en kirke i landsbyen Ho på Ho Bugts vestside.

## Kirkebygningen
Kirken er bygget af munkesten i romansk stil omkring midten af 1400-tallet. Mod syd er der et våbenhus, som blev opført omkring 1820 til afløsning for et ældre våbenhus af bindingsværk. Der er ikke noget tårn, men på taget sidder en tagrytter med klokke fra 1968.

## Inventar
I kirken findes en altertavle i rokokostil fra 1753. Der har tidligere været en sengotisk altertavle fra omkring 1500. Fra den tid findes rundt om i kirken forskellige figurer udskåret i træ. Alterlysestagerne stammer fra omkring år 1500, og de er forsynet med indgravering af alle præsternes navne.
Desuden hænger der i kirken to kirkeskibe, hvoraf det ene er nordens ældste, idet det stammer fra begyndelsen af 1600-tallet. Det blev hængt op i kirken i 1710[kilde mangler], og forestiller et navnløst orlogsskib (en galeon). Skroget er fremstillet uden anvendelse af nagler, og galeonsfiguren forestiller en turbanklædt nøgen, skægklædt mand med en fisk i sine foldede hænder. Agterspejlet er ligeledes udskåret og ornamenteret med to herre med skæg og rundpullede hatte. Disse er dog påklædte. Skibet er repareret i 1843, i slut 1880'erne og i 1952, hvor rigningen blev ført tilbage til en ældre tilstand. Det andet skib udgøres af barken "Valpariso", der er bygget over en virkelig bark, der var bygget i 1866, og en lang tid hørte hjemme i Ribe. Modellen er fra 1904 og skænket af kaptajn P. Lorentzen i Ribe, der oprindeligt var født i sognet. Skibet blev ophængt i 1930. Der findes skriftlige kilder, som fortæller om ældre skibe ophængt i Lund og Helsingør; men skibet i Ho er det ældste bevarede[kilde mangler].

## Eksterne kilder og henvisninger
- Wikimedia Commons har flere filer relateret til Ho Kirke
- Henningsen, Henning 1958: Kirkeskibe i Ribe Amt. Fra Ribe Amt 1958 s. 353-369.
- Ho Kirke hos KortTilKirken.dk
- Ho Kirke i bogværket Danmarks Kirker (udg. af Nationalmuseet)
- Gravsteder ved Ho Kirke.